# Роспись Золотой палаты Кремлёвского дворца
Роспись Золотой палаты Кремлёвского дворца — цикл фресок, выполненный по указу Ивана Грозного в начале 50-х годов XVI столетия. В это время Золотая палата Кремлёвского дворца (строительство Золотой палаты было начато при Иване III, а завершено при Василии III в 1508 г.) являлась одним из самых значительных по своей символической нагрузке помещений в Московском княжестве. Роспись Золотой палаты — не сохранившаяся до наших дней — едва ли не единственный памятник светского монументального искусства Древней Руси, дошедший до нас в тщательном описании 1672 года «государева» живописца Симона Ушакова.

## Композиция
Из подробного профессионального описания всех изображений Симоном Ушаковым известно, что в росписи тронного зала, которым служила Золотая палата, были широко представлены темы русской истории, библейские рассказы и притчи. Общая композиция Золотой палаты достаточно проста, хотя и богата деталями. Палата подразделяется по вертикали на три уровня, или регистра. Исторические сюжеты расположены были на уровне человеческого взгляда; религиозно-догматические — в верхних частях стен и на сводах. Купол помещения был отведён для изображения Божественной премудрости Господа — Спас Эммануил как Ветхий денми.
В большинстве случаев мастера расположили отдельные эпизоды в замкнутых архитектурных формах, и исключение составляли росписи на тему «Сказание о князьях Владимирских», которые опоясывали всю палату и прочитывались последовательно в нижнем ярусе. На парусах Золотой палаты размещены изображения киевских и более поздних русских князей. Верхние части стен были украшены многофигурными композициями на темы евангельских притч. Среди фресок на сводах палаты — изображения царей Езекии и Анастасия.

## Идейный замысел
Вероятно, прототипом для самого названия «Золотая палата» явилось наименование константинопольской золотой палаты, главного тронного и церемониального центра Большого дворца Византийских императоров. В тот период, когда заимствованные от Византийской империи или установленные в качестве подражания ей торжественные придворные обряды были усвоены в Русском государстве, это помещение Кремлёвского дворца, где царь и его двор принимали иностранных послов, приобрело особое значение. Золотая палата — то место, где сходились политические идеи, выраженные в росписях, и влиятельные представители общества, царь, его придворные, светские и церковные, участвующие в ритуалах. Значение церемоний, проходивших в тронном зале, подчёркивалось, передавалось настенными изображениями. Ведущие концепции напрямую воздействовали с политическими и социальными институтами. Сами ритуалы были непосредственно связаны с росписями.

## Символика
Фрески Золотой палаты были более доступны для осмотра, чем фрески церковные, что было определено как скромным размером тронного зала, так и его открытым планом. Самая очевидная идея Золотой палаты — и вместе с тем, самая важная политическая идея Москвы, — источник царской власти, полученной от Бога. Кроме того, определяющей была тема исконности, преемственности и оправданности царской власти от византийского царственного дома через князей киевских и владимирских.
Выбор отдельных сюжетов из русской истории определялся задачей прославления самодержавия. Росписи на тему «Сказание о князьях Владимирских», занимали весь нижний ярус росписей, наиболее доступный наблюдателю. Особенно подробно здесь представлены были императорские регалии и венчание ими князя Владимира Мономаха на царство. Этой теме, таким образом, обеспечивалось главенство среди прочих других сюжетов. На парусах Золотой палаты, над столпами, мастера размещают изображения киевских и более поздних русских князей. Огромное место отведено темам победоносных библейских войн, которые используются, прежде всего, в плане ближайших «исторических» аналогий злободневным событиям того времени. В воинских подвигах Гедеона, изображения которых наряду с сюжетами о царях Езекии и Анастисии словно опоясывают вход в Золотую палату, и занимают одно из центральных мест всей росписи, современники находили едва ли не прямое совпадение с событий с ходом военных действий при взятии Казани. Ветхозаветные воины, облачённые в московские доспехи того времени, имели ещё большее символическое отношение к правящей элите.
Визуальные образы и мотивы в тронном зале перекликаются как друг с другом, так и с фигурой самого монарха. Место расположения трона находится в напряжённых взаимоотношениях со всеми другими частями зала. Иерархическое значение, статус изображений определяется их местом не только в вертикальном пространстве, но и в горизонтальном — близость к царскому месту придаёт изображению определённую, особую значимость и весомость. Панно, на котором изображено венчание Владимира Мономаха, и которое обращено лицом к трону, непосредственно подводит зрителя к живому царю, как бы завершая круг нижних росписей.
Кроме того, ряд изображений великих князей на парусах Золотой палаты замыкается возвращением к живому царю, связывая, таким образом, воедино представителей разных эпох, начиная от Крещения Руси и включая основные земли, подвластные Русскому государству: Суздаль, Новгород, Тверь и саму Москву.
Царский трон, находящийся в юго-восточном углу, расположен был на фоне двух панно. Вдоль восточной стены он примыкает к изображению крещения святого Владимира. И тогда как крещение Владимира знаменует собой начало христианской истории Руси, то царское «крещение» Ивана IV является началом «новой эры», в конечном счёте, ведущей к спасению. На южной стене, как раз за троном государя, и напротив изображения Владимира Мономаха, изображена Богородица с Младенцем, которая словно свыше освещает царя, благословляет его свыше.
Изображение Христа в куполе Золотой палаты, в образе которого предстаёт Божественная Премудрость — София, является прямым выражением основной темы убранства этого помещения. Аллегорические и символические изображения добродетелей и пороков, аллегории безумия, нечистоты, неправды, с одной стороны, а также целомудрия, разума, чистоты, правды с другой, времена года, небесные светила, ветры, вода и земля, ангелы, окружающие Христа Эммануила, — всё представляет Его источником истинного знания. В образах был выражен идеал «хорошего закона». Как царь управляет своим государством, так и Премудрость Божия управляет вселенной.
Непосредственно над царским троном расположена фреска, на которой представлены семь ангелов и семь церквей из Откровения, и замысел которой связан с идеей устроенности Московского царства, организации его политической структуры, поддержанной свыше.
Семь церквей и ангелов свидетельствуют о близости обещанного откровением Иоанна Богослова тысячелетия праведников. И если подразумевается, что всё линейное, непрерывное развитие русской истории ведёт непосредственно к трону венчанного царя, то уже от трона устанавливается связь с потолочной фреской, нависающей над тронным местом, а также с образом Божественной Премудрости в куполе палаты.
Сама Золотая палата — храм Премудрости, возведённый «на Москве». Сидя на троне в Золотой палате, царь, окруживший себя образами начала и конца, историчности и вечности, сотворения и Апокалипсиса, представляют «всему свету» картину претензий, амбиций Московской Руси и её правителя на мировую роль.